# Fiat 509
Fiat 509 — автомобиль, выпускавшийся компанией Fiat с 1924 по 1929 год.
509 модель была разработана на замену 501. Всего произведено около 90 000 автомобилей. 
В 1926 машина после некоторой доработки получила название 509A. 
В дополнение к обычной версии, были разработаны и спортивные модели 509 S и 509 SM, а также варианты такси и небольшие грузовики.
Автомобиль оснащался 4-цилиндровым двигателем, объёмом 990 куб. см., мощностью 22 л.с. (27 л.с. — для модели 509 S и 30 л.с. — для модели 509 SM)
- Fiat 509 на Европейском автосалоне в Брюсселе в 2006 году;
- Fiat 509 Spider
- Fiat 509 SM 1925
- Fiat 509 Coupé Royal 1929 Pourtout